# أرمجدون (فلم)
أرمجدون (بالإنجليزية:Armageddon) هو فيلم خيال علمي أمريكي 1998 من إخراج مايكل باي وإنتاج جيري بروكهايمر. يتبع الفيلم من مجموعة من عمال الحفر يرسلون إلى الفضاء من قبل ناسا لإيقاف كويكب عملاق من الاصطدام بالأرض. الفيلم بطولة بروس ويليس وبن أفليك وليف تايلر وبيلي بوب ثورنتون ومايكل كلارك دنكان وويليام فيكتنر واوين ويلسون. تلقى الفيلم مراجعات سلبية من النقاد، لكنه أصبح أعلى الأفلام دخلاً في 1998.

## وصلات خارجية
- مقالات تستعمل روابط فنية بلا صلة مع ويكي بيانات
- Armageddon على موقع أول موفي.